# Parastrangalis palpalis
Parastrangalis palpalis är en skalbaggsart som beskrevs av Holzschuh 1991. Parastrangalis palpalis ingår i släktet Parastrangalis och familjen långhorningar. Inga underarter finns listade i Catalogue of Life.